# Cova del Vives
La Cova del Vives és un indret del municipi de Cabra del Camp (Alt Camp). La cova està situada a la partida de Capdells, a la muntanya de Cabarrà o Caberrà a la Serra Voltorera. Al seu costat s'hi troba la Font del Vives. S'hi accedeix des del camí que va de Cabra del Camp a Vallespinosa que és el sender de gran recorregut GR 7. A l'alçada de la partida els Pedregals en direcció al coll del Sàrria el camí de la cova i de la font està senyalitzat a mà dreta en direcció al Puig de Capdells. Haureu de caminar uns 2 km des del trencall del camí principal fins a la cova. El seu nom sembla que provingui d'una família amb el cognom Vives bastant comú a Cabra del Camp.
A l'alçada del Coll del Sàrria el camí es creua amb el GR 175, sender circular de gran recorregut que abasta part de les comarques de l'Urgell, la Conca de Barberà i l'Alt Camp. Va ser homologat el 1998.